# Марк Елі Раваж

Марк Елі Раваж

Марк Елі Раваж (Ревічі) (Marcus Eli Ravage (Revici)) (25 червня 1884, Бирлад, Румунія — 6 жовтня 1965, Грасс, Франція) — американський письменник-іммігрант єврейського походження, який написав багато книг і статей про імміграцію до Америки та Європи між світовими війнами. Відомий своєю автобіографічною книгою «Американець у становленні» (1917). Також відомий своєю сатиричною статтею, «Справжні звинувачення проти євреїв», написаною в 1928 р. Марк Елі Раваж був біографом родини Ротшильдів, а також — другої дружини Наполеона Марії Луїзи. Служив європейським кореспондентом The Nation і писав як для Harper's Magazine, так і для The New Republic.
Його статті «Справжні звинувачення проти євреїв» і «Комісар до язичників», опубліковані в січневому та лютневому номерах журналу Century Magazine у 1928-му, перекладені і надруковані в Czernowitz Allgemeine Zeitung 2 вересня 1933 р.
У статті «Справжні звинувачення…» Раваж розкриває своє бачення мотивів євреїв щодо поширення християнства в Римській імперії, описує історію цього поширення в чотирьох актах, а також говорить про наслідки, до яких це призвело:
| Ліві лапки | Дев'ятнадцять століть тому ви були невинною, вільною, природною язичницькою расою. Ви молилися своїм богам: духам повітря, текучим струмкам і лісу. Ви не червоніли при вигляді оголеного тіла. Ви були в захваті від поля битви, боротьби, бойового духу. Війна була інститутом вашої системи. Живучи на схилах пагорбів і в долинах матінки-природи, ви заклали основи натуральної науки і філософії. У вас була здорова, благородна культура, незатьмарена докорами соціальної совісті і сентиментальними питаннями щодо людської рівності. Хто знає, що за велике і рожеве майбутнє вас би чекало, якби не ми. Але ми не залишили вас у спокої. Ми взяли вас в свої міцні лещата і зруйнували всю вашу чудову структуру, яку ви спорудили, і повернули назад всю вашу історію. Ми завоювали вас так, як ніяка ваша власна імперія не завойовувала Азію або Африку. Ми знищили ваших богів, ми відкинули всі ваші расові особливості, і замінили їх богом відповідно до наших власних традицій. Жодне завоювання в історії навіть віддалено не можна порівняти з тим, наскільки повно ми вас завоювали. Ми поклали стоп-кран на ваш прогрес. Ми наклали на вас чужу вам книгу і чужу вам віру, яку ви не можете ні проковтнути, ні переварити, тому що вона суперечить вашому натуральному духу, який в результаті перебуває в хворобливому стані, і в підсумку ви не можете, ні прийняти наш дух повністю, ні вбити його, і перебуваєте в стані розщеплення особистості, шизофренії. | Праві лапки |

Після переїзду до Сполучених Штатів Марк навчався в університеті Міссурі в Колумбії, штат Міссурі
.

## Творчий доробок
- An American in the making: The life story of an immigrant. Harper & Brothers. 1917 — через Internet Archive. marcus eli ravage.
- The Jew pays: a narrative of the consequences of the war to the Jews of eastern Europe, and of the manner in which Americans have attempted to meet them. A. A. Knopf. 1919.
- The malady of Europe. New York: Macmillan. 1923.
- The story of Teapot Dome. Republic Publishing Co. 1924.
- A Real Case Against the Jews. Century magazine. Т. 115, № 3. January 1928. с. 346—350. Архів оригіналу за 26 жовтня 2009.
- The Jew: Commissary to the Gentiles: The First to See the Possibilities of War by Propaganda. Century magazine. Т. 115, № 4. February 1928. с. 476—483. Архів оригіналу за 21 жовтня 2009.
- Five men of Frankfort: The story of the Rothschilds. L. MacVeagh [The Dial press. 1934 [First published 1928] — через Internet Archive.
- Empress Innocence: The life of Marie-Louise. New York: A.A. Knopf. 1931.
- Bombshell against Christianity!. Erfurt, Germany: U. Bodung-Verlag. 1936 [First published 1928].
- Zwei Jüdische Aufsätze vom Juden Marcus Eli Ravage: A Real Case Against the Jews und Commissary to the Gentiles. English original text "mit deutscher Übersetzung". Erfurt, Germany: U. Bodung-Verlag. 1942 [1936].